# 東芝電波テクノロジー
東芝電波テクノロジー株式会社（とうしばでんぱテクノロジー）は、東芝グループ内の電波・宇宙関係の部品製造・システム開発などを行う会社である。　　　

## 概説
基板部品実装や電源コンポーネントなどの電気部品、レーダー・通信装置などの機構部品、マイクロ波半導体などの製造のほか、電波システム、社会インフラシステム、宇宙機器・システムの開発・設計などを手掛ける。

## 歴史

### 東芝電波テクノロジー株式会社
- 1979年 - 株式会社第二精工舎（現・セイコーインスツル）などの出資により、日本プレシジョン株式会社を設立。
- 2002年 - 東芝の完全子会社化。東芝からマイクロ波製造事業の移管を受ける。
- 2003年 - 日本プレシジョン株式会社と株式会社アドバンスト・サーキット・テクノロジーが合併し、東芝電波コンポーネンツ株式会社を設立。東芝から基板部品実装設計と電源コンポーネント製造部門の事業移管を受ける。
- 2022年10月 - 東芝電波システムエンジニアリング株式会社及び東芝エレクトロニックシステムズ株式会社を吸収合併し、東芝電波テクノロジー株式会社に商号変更。

### 東芝電波システムエンジニアリング株式会社
- 1986年 - 東芝電波システムエンジニアリング株式会社設立。
- 2011年 - 株式会社エレクトロ・デザインセンターを吸収合併。

### 東芝エレクトロニックシステムズ株式会社
- 1992年 - 東京エレクトロニツクシステムズ株式会社設立。
- 2002年 - 日本宇宙開発エンジニアリング株式会社と合併し、東芝の完全子会社化。
- 2019年 - 東芝エレクトロニックシステムズ株式会社に商号変更。

## 事業所
- 本社 - 神奈川県川崎市幸区小向東芝町1（東芝小向工場内）
- 府中事務所 - 東京都府中市日鋼町1番地1